# Ťahanovce
Ťahanovce (maďarsky Tihany, Abaújtihany, Hernádtihany; polsky Czahanowce) jsou městská část Košic (Slovensko), součást okresu Košice I. Leží v nadmořské výšce 221 m, na západním okraji Košické kotliny, na jejím styku se Slovenským rudohořím, 4 km na sever od košického starého města a pretéka nimi řeka Hornád. Do Ťahanovců vedou autobusové linky MHD číslo 25, RA5 a RA8 a je zde železniční zastávka na trati Košice–Žilina jako součást Košicko-bohumínské dráhy.
Až do roku 1969 byly Ťahanovce samostatnou obcí. První písemná zmínka o obci pochází z roku 1263. Je úzce provázána se sousední městskou částí Košice – Sídliště Ťahanovce, ktorá byla postavena až za vlády komunistů. V Ťahanovcích je římskokatolický kostel sv. Anny.

## Ulice
Brusnicová, Jazvečia, Madridská, Magnezitárska, Na hájiku, Na sihoti, Pri Hrušove, Repná, Ťahanovská, Želiarska.